# Neuchâtel Xamax
Neuchâtel Xamax FCS je švýcarský fotbalový klub. Založen byl roku 1970 spojením klubů FC Xamax (založen 1912) a FC Cantonal Neuchâtel (založen 1906). Slovo Xamax vzniklo z přezdívky Xam, která náležela jednomu ze zakladatelů FC Xamax Maxu Abegglenovi. Xamax dvakrát vyhrál švýcarskou ligu (1987, 1988) a dvakrát se probojoval do čtvrtfinále Poháru UEFA (1981/82, 1985/86).
V roce 2013 se sloučil s FC Serrières do Neuchâtel Xamax FCS (dříve bylo Neuchâtel Xamax FC).